# Elección al Senado de los Estados Unidos en Georgia de 2022
Las elecciones al Senado de los Estados Unidos de 2022 en Georgia se llevaron a cabo el 8 de noviembre de 2022 para elegir a un miembro del Senado de los Estados Unidos que represente al estado de Georgia. Como ningún candidato logró la mayoría de los votos el 8 de noviembre, se programó una segunda vuelta para el 6 de diciembre de 2022, entre los dos candidatos principales.
El senador demócrata titular Raphael Warnock fue elegido en una segunda vuelta de las elecciones especiales de 2021 con el 51,0% de los votos y es elegible para buscar un mandato completo. Derrotó a la republicana Kelly Loeffler, quien fue designada como senadora por el gobernador Brian Kemp luego de la renuncia de Johnny Isakson a fines de 2019. Elegido para cumplir el resto del mandato de seis años de Isakson, el mandato de Warnock expirará el 3 de enero de 2023.
Las elecciones primarias se llevaron a cabo el 24 de mayo de 2022. Warnock ganó fácilmente la reelección con solo una oposición simbólica, mientras que el exjugador de fútbol americano Herschel Walker ganó fácilmente la nominación republicana con el respaldo del expresidente Donald Trump y el líder de la minoría del Senado Mitch McConnell.